# Курачев, Магомедтагир Магомедсагидович
Магомедтагир (Тагир) Магомедсагидович Курачев (19 декабря 1948; Чох, Гунибский район, Дагестанская АССР, РСФСР, СССР) — советский и российский певец. Народный артист Дагестана. Заслуженный артист России (2002).

## Биография и карьера
С 1970 по 1974 годы учился на музыкальном факультете в Дагестанском государственном педагогическом институте. Работал преподавателем на музыкальном отделении в избербашском педагогическом училище. С 1977 года работает преподавателем на факультете музыки в Дагестанском государственном педагогическом институте, а с 1996 года и солистом Дагестанского государственного театра оперы и балета. Обладает сильным голосом (баритон) большого диапазона. С 2000 года — профессор кафедры вокала Дагестанского государственного педагогического университета. В списке произведений Курачева порядка 100 эстрадных песен на стихи поэтов Дагестана и России.

## Звания и награды
- Заслуженный работник культуры Дагестанкой АССР (1979);
- Народный артист Дагестана (1996);
- Заслуженный артист Российской Федерации (2002);